# Bene Vagienna
Bene Vagienna település Olaszországban, Piemont régióban, Cuneo megyében. Lakosainak száma 3650 fő (2023. január 1.). Bene Vagienna Carrù, Fossano, Lequio Tanaro, Magliano Alpi, Narzole, Piozzo, Salmour és Trinità községekkel határos.

## Népesség
A település népessége az elmúlt években az alábbi módon változott:
| Lakosok száma | 3649 | 3642 | 3650 |
|               | 2017 | 2018 | 2023 |